# NGC 5240
NGC 5240 este o galaxie seyfert de tip 2⁠(d) situată în constelația Câinii de Vânătoare. A fost descoperită în 1 mai 1785 de către William Herschel. Se află la o distanță de 43,25 de megaparseci de Pământ.